# 特定都區市內

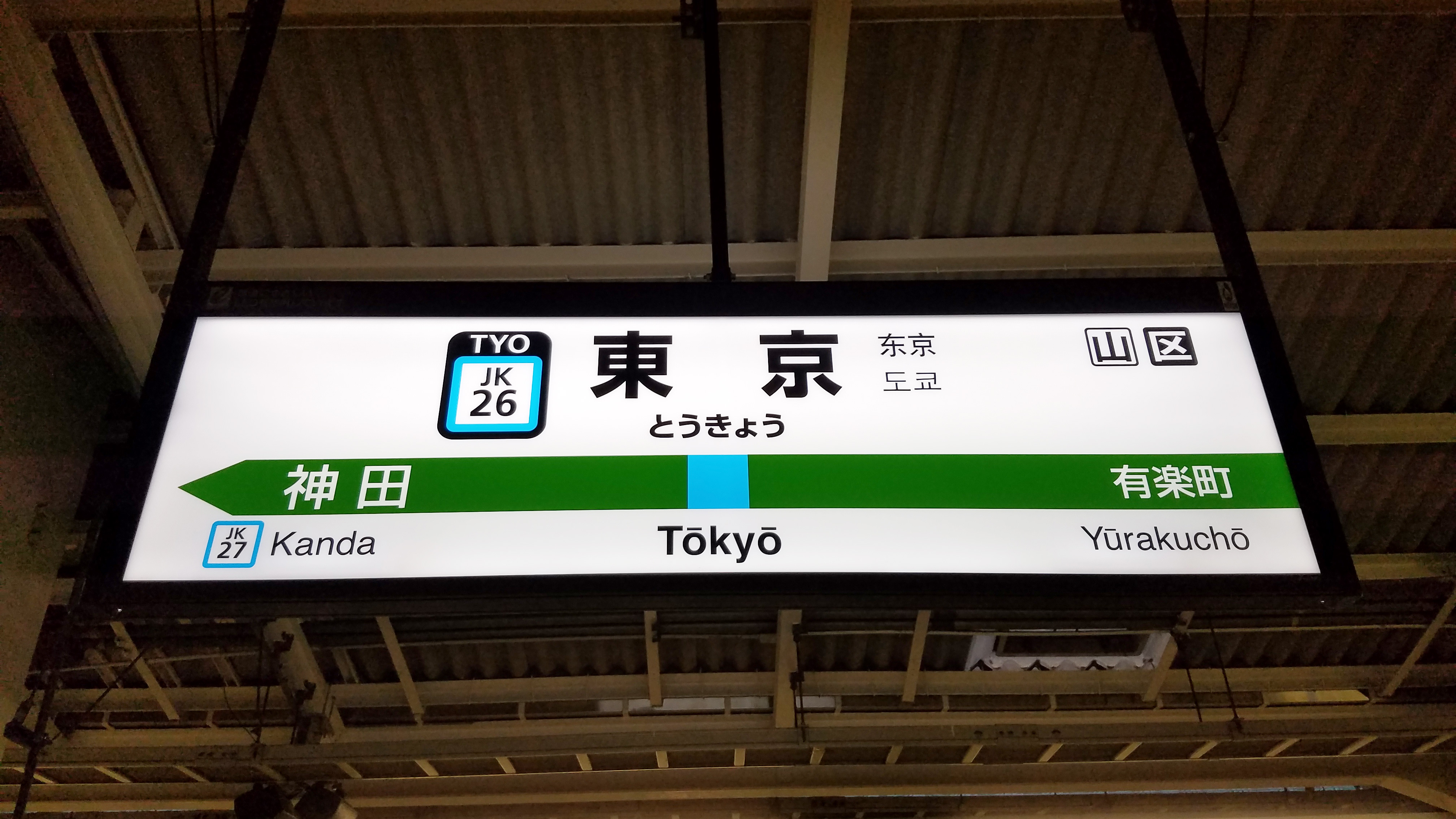
東京站（JR東日本）的站名牌。右上角印有「山」「区」的特定都區市內字樣，表示東京站位於東京山手線內和東京都區內。

特定都區市內（日语：／ Tokutei-toku-shinai */?）是JR車費計算其中一個特例。

## 概要
本特例乃根據JR旅客營業規則（旅規）第86條與第87條為基礎制定，而因應高度經濟成長期的商務客、觀光客長距離移動需求所誕生，簡化大都市火車站的出閘業務。
自日本國鐵時代到現在，車資計算一直跟乘坐里程掛勾。而過去資訊流通及計算效率不如現在發達，鐵路路線網絡又複雜、廣大，車資精算都得靠人力計算。而對於長途旅客而言，不論人工櫃台抑或剪票口，站員無法有效驗算該類乘客的車資是否無誤。因此在結算長途里程的費率時，於特定都區市內車站上下車時，不再對該區域內的移動距離計費，一律改採該區域的中心車站為計費基準，其餘則針對離開該區域後的移動距離進行計費。至1987年國鐵分割民營化後，JR各社（JR貨物除外）繼續採用本計費方法。
現在於東京都區、橫濱、名古屋、京都、大阪、神戶、廣島、北九州、福岡、仙台、札幌合計11個都市、都區內（所謂「特定都區市內」）設有各自適用的對象，適用之里程門檻也各有差異。

## 內容

### 旅客營業規則（旅規）

#### 規定
- 对于位于特定都區市內区间内的車站，前往與該特定都區市內的中心車站之單程營業里程超過200公里的車站時，其單程普通旅客票價，以中心車站為起點的营业距离（或运费计算距离）进行计算。《旅規86條》
- 「東京都區內」的山手線內各站與山手線內之中央本線、總武本線各站（通稱「東京山手線內」），來往距離東京山手線內中心車站東京之單程營業里程大於100公里小於200公里（未滿1公里無條件進位）的車站時，其單程普通旅客票價與上述情況採用相同計算方式《旅規87條》
- 上述旅規86條、87條規定，從特定都區市內所在車站出發，先離開該特定都區市內，之後再次進入該特定都區市內後抵達目標車站，或是出發後需兩度進入目標車站所屬之特定都區市內時，不適用本特例。
- 根据《旅规》第 86 和 87 条计算票价的普通乘车券车票，其有效期以计算乘客票价时所使用的两个中心站之间的营业距离为基础进行计算《旅规第154条2项》。
- 在使用根据《旅规》第 86 和 87 条规定售卖的车票时，不可能在车票上标明的特定都区市内的每个车站中途下车。《旅规156条》
- 如乘客在特定都区市内区间内的其他車站下車，該車票在下车出闸后会視為無效，会被回收《旅規第165條》。但如乘客在與出發站相同的特定都区市内的車站下車，就實際上車站至下車站之間的路段另行支付正常票價，則該車票應視為與開始乘搭或使用前的車票具有同等效力《旅規第166條》。

#### 具体例子
- 自杉本町站（阪和线）前往五日市站（山阳本线·广岛地区）[註 1]

杉本町和五日市分別位於大阪市和廣島市，兩個車站也都位於各自的特定都区市内区间內。從“大阪市内”的中心車站大阪站到“廣島市内”的中心車站廣島站的营业距离為 337.8 公里，超過 200 公里。因此，所發行的普通車票有效期限為三天，票面上將註明 「大阪市内→廣島市内」。
如果使用這張普通乘车券搭乘山陽新幹線來往新大阪站和廣島站之間，實際上构成了搭乘大阪和新大阪之間的重複乘车，但無需依照规程150条（見下文）另付大阪和新大阪之間的車費。
- 自目黑站（山手线）去往上田站（北陆新干线）[註 3]

目黑站位于 “东京山手线内”这一特定区间，从东京（其中心站）到上田的营业距离为 189.2 公里，是在 100 公里以上、200 公里以下的范围内，因此发行的普通乘车券票面上会写着 “东京山手线内 ⇒ 上田”。有效期为两天。
- 自杉本町站（阪和线）前往大高站（东海道本线·名古屋地区）

杉本町位于“大阪都区市内”，名古屋市内的大高站位于“名古屋都区市内”，两者都属于各自的特定都区市内的车站。 从杉本町到大高的营业距离为 220.4 公里，而从杉本町所属的“大阪市内”的中心站大阪站到大高所属的“名古屋市内”的中心站名古屋站的营业距离为 190.4 公里，不足 200 公里。
另一方面，杉本町站与名古屋站之间的距离为 208.0 公里，大阪站与大高站之间的距离为 202.8 公里，且这两个距离都超过了 200 公里，因此发行的普通乘车券将写有 “杉本町（单站）⇒ 名古屋市内 ”或 “大阪市内 ⇒ 大高（单站）”。这两种车票的有效期均为两天。 在这种情况下，除非乘客另有要求，否则此例外情况仅适用于到达站，以便乘客在上车后更改计划。

## 設定區域列表
- 以下為本特例適用範圍，合計11都市、都區
- 車站基本上設定於各市內。但若無法藉由市內JR路線前往中心車站或離開了該市就不予適用，不過仍有離開路線範圍仍然適用的案例（山陽新幹線新神戶站），或包含同一線內其他市町村車站的情形。在此情況下，車票票面將會列出例外站與包括站（如橫濱市內列出「橫濱市內、川崎、鶴見線內」和「橫濱市內、川崎」）（旅規183條3項）。
  - 當都區市內新線通車或新站開業，或市町村合併擴大市域時，只有在該站可連結該都區市內既有JR線時，才可劃入該都區市內區域。
    - 例如京葉線新木場、葛西臨海公園兩站，由於路線在開業時止於新木場，是都區內的「獨立」JR線，因此不屬於「東京都區內」區域，之後1990年延伸至東京後，與同時開業的八丁堀等中途站一同劃入「東京都區內」區域。
    - 仙台市內的仙山線車站在一開始除仙台外僅有北仙台1站，之後隨著市域擴張與新站開業，2010年已增加至14站。另外，2014年（平成26年）3月15日起，臨時車站西仙台高地（日语：西仙台ハイランド駅）、八森因廢止而除名[1][2]。
    - 1983年筑肥線「博多〜姪濱」間廢止前，廢止區間及以外的姪濱、今宿、周船寺三站皆屬於「福岡市內」，故「博多〜姪濱」間廢止後前述三站也隨之除名。另外下山門、九大學研都市是在1983年以後開業，因此未曾劃入福岡市內。
    - 2003年（平成15年）12月1日可部線「可部～三段峽」間廢止，河戶至小河內各站隨之除名。2017年3月，已廢線區間重新設立河戶帆待川及安藝龜山兩站，並劃入「廣島市內」。
    - 2008年（平成20年）3月15日大阪東線「放出～久寶寺」旅客營業開業時，雖然部分車站位於大阪市鶴見區及平野區內，但JR西日本沒有把這些車站劃入「大阪市內」。到2019年（平成31年）3月16日「新大阪～放出」延伸段旅客營業開業時，JR西日本將部分車站位於吹田市及東大阪市的「新大阪～新加美」段一併劃入「大阪市內」。雖然位於八尾市的久寶寺站並非「大阪市內」車站，但JR西日本設有「市外乘車」特例，容許乘客在不離開久寶寺站的情況下通過「加美 - 久寶寺 - 新加美」段。
- 適用本特例的都區市內各站的站名標右上或左上會加上記號（下表各名稱前方的四角圖示）表示。

| 設定名稱 （中心車站） | 路線、路段 | 路線圖 橙色的路線表示新幹線  |
| --------------------- | --- | ---------------------------- |
| 札幌市內 （札幌）     | - 函館本線：星觀－森林公園 - 千歲線：上野幌－白石 - 札沼線：桑園－愛之里公園 | 札幌市內                     |
| 仙台市內 （仙台）     | - 東北本線：南仙台－岩切 - 仙石線：青葉通－中野榮 - 仙山線：仙台－奧新川 | 仙台市內                     |
| 東京都區內 （東京）   | - 東海道本線：東京－蒲田、品川－西大井 - 山手線：全線全部車站 - 赤羽線：全線全部車站 - 中央本線：神田－代代木、新宿－西荻窪 - 總武本線：東京－小岩、錦糸町－御茶之水 - 京葉線：東京－葛西臨海公園 - 東北本線：東京－赤羽（與京濱東北線、中距離電車共用）、赤羽－浮間舟渡 - 常磐線：日暮里－金町                                                                           | （綠線部分位於東京山手線內） |
| 東京山手線內 （東京） | - 東海道本線：東京－品川 - 東北本線：東京－田端 - 山手線：全線全部車站 - 中央本線：神田－代代木 - 總武本線：秋葉原－御茶之水 | （綠線部分位於東京山手線內） |
| 橫濱市內 （橫濱）     | 為方便起見包括川崎市內部分車站（川崎區、幸區）與鶴見線內全部車站。 橫跨橫濱市與鎌倉市，但登記地址位於鎌倉市的大船除外。 - 東海道本線：川崎－戶塚 - 支線（相鐵·JR直通線）：鶴見－羽澤橫濱國大 - 根岸線：橫濱－本鄉台 - 鶴見線：全線全部車站 - 南武線：川崎－矢向、尻手－濱川崎 - 橫濱線：東神奈川－長津田                                                                  | 橫濱市內                     |
| 名古屋市內 （名古屋） | - 東海道本線：南大高－名古屋 - 中央本線：新守山－名古屋 - 關西本線：名古屋－春田 | 名古屋市內                   |
| 京都市內 （京都）     | 為方便起見包括位於京都市外（龜岡市）的保津峽（山陰本線）。 - 東海道本線：山科－桂川 - 山陰本線：京都－保津峽 - 奈良線：京都－桃山 | 京都市內                     |
| 大阪市內 （大阪）     | 包括位於吹田市與東大阪市的大阪東線各站，但不包括久寶寺。 設有「市外乘車」特例（「塚本 - 尼崎 - 加島」間、「加美 - 久寶寺 - 新加美」間）及「大阪－北新地」轉乘特例。 - 東海道本線：東淀川－塚本 - 大阪環狀線：全線全部車站 - 櫻島線：全線全部車站 - 關西本線：加美－JR難波 - 阪和線：天王寺－杉本町 - 片町線：放出－京橋 - JR東西線：京橋－加島 - 大阪東線：新大阪－新加美 | 大阪市內                     |
| 神戶市內 （神戶）     | 神戶市北區道場（福知山線）除外。 - 東海道本線：甲南山手－神戶 - 山陽本線：神戶－舞子、兵庫－和田岬 - 山陽新幹線：新神戶 | 神戶市內                     |
| 廣島市內 （廣島）     | 為方便起見包括位於廣島市外的海田市、向洋（安藝郡海田町、府中町；山陽本線）。 - 山陽本線：瀨野－五日市 - 吳線：矢野－海田市 - 可部線：全線全部車站 - 藝備線：井原市－廣島 | 廣島市內                     |
| 北九州市內 （小倉）   | - 鹿兒島本線：門司港－折尾 - 日豐本線：西小倉－朽網 - 筑豐本線：若松－折尾 - 日田彥山線：城野－呼野 | 北九州市內                   |
| 福岡市內 （博多）     | 福岡市西區筑肥線「姪濱－周船寺」各站除外。 - 鹿兒島本線：福工大前－南福岡 - 香椎線：西戶崎－土井 | 福岡市內                     |

## 沿革
- 1939年10月15日 - 制定六大都市制度，距離東京、橫濱、名古屋、京都、大阪、神戶超過300公里的車站前往各都市內各站將以該都市中心車站作為車費計算基準
- 1942年4月1日 - 六大都市制度變更為151公里以上
- 1944年4月1日 - 廢止六大都市制度。改為東京與大阪的二大都市制度。距離變更為101公里以上。新增東京電車環狀線內制度，距離設定為51公里
- 1957年4月1日 - 二大都市制度距離變更為151km以上
- 1961年4月6日 - 二大都市制度距離變更為201km以上
- 1969年5月10日 - 變更為特定都區市內制度，追加橫濱、名古屋、京都、神戶各市內
- 1972年9月1日 - 特定都區市內制度追加札幌、仙台、廣島、北九州、福岡各市。東京電車環狀線內變更為「東京山手線內」

## 注解
1. ↑  经过阪和线、大阪环状线、东海道本线（JR神户线）、山阳本线
2. ↑  指乘坐新干线时使用这张乘车券，并不是说乘坐新干线只需乘车券
3. ↑  假设乘坐山手线至东京站，然后乘坐北陆新干线

## 關聯項目
- 大都市近郊區間
- 電車特定區間
- 國電
- E電
- 都市網路
- 城市電車
- 電車大環狀線

## 外部連結
- きっぷに関するご案内 特定の都区市内駅を発着する場合の特例 （页面存档备份，存于） - JR東日本
- JR東日本旅客営業規則第2編　旅客営業 -第3章　旅客運賃・料金 -第2節　普通旅客運賃　第86条 （页面存档备份，存于）
- JR旅客制度特例の変遷 （页面存档备份，存于）